# آندرس آنوندسن
آندرس آنوندسن (انگلیسی: Anders Anundsen؛ زادهٔ ۱۷ نوامبر ۱۹۷۵) سیاست‌مدار اهل نروژ است.